# Catherine Nakalembe
Catherine Nakalembe est une géographe ougandaise spécialiste de télédétection, professeure adjointe de recherche au Département des sciences géographiques de l'Université du Maryland. En 2020, elle est lauréate de l'Africa Food Prize.

## Enfance et éducation
Nakalembe grandi à Kampala, en Ouganda. Son père est un mécanicien autodidacte et sa mère possède et exploite un restaurant à Makindye.
Nakalembe entre dans le domaine des sciences de l'environnement par hasard, car elle ne parvient pas à obtenir une bourse pour sa filière de prédilection, les sciences du sport. N'étant pas en mesure de financer elle-même ses études,elle s'inscrit alors en 2002 en sciences de l'environnement. Ce nouveau cursus, combiné à  un certain nombre de cours de courte durée qu'elle suit en technologies de l'information et de la communication, lui font faire ses premiers pas en télédétection. En 2007, Nakalembe obtient son diplôme de premier cycle en sciences de l'environnement à l'Université Makerere,.
Après avoir terminé ses études de premier cycle, Nakalembe postule et reçoit une bourse pour faire un master en géographie et génie de l'environnement à l'Université Johns-Hopkins. Elle est diplômée en 2009,,.
Nakalembe obtient son doctorat en sciences géographiques à l'Université du Maryland sous la direction de Chris Justice. Sa recherche doctorale vise à mettre en évidence les conséquences de la sécheresse sur l'utilisation des terres et sur la vie des Ougandais du Nord-Est. Il s'agit également de mettre en place la base en télédétection du Disaster Risk Financing Project (projet de financement des risques de catastrophe) qui, depuis sa mise en place en 2017, a soutenu plus de 75 000 ménages dans la région et a permis de mieux orienter les ressources du gouvernement ougandais consacrées à l'aide d'urgence,,.

## Travail
Elle est directrice Afrique du programme Harvest de la NASA et est connue pour son travail utilisant la technologie de télédétection et d'apprentissage automatique soutenant le développement de l'agriculture et de la sécurité alimentaire à travers l'Afrique. Elle est une pionnière de la télédétection par drones dans l'arpentage des camps de réfugiés et la cartographie des glissements de terrain en Ouganda. Elle mène des recherches sur la télédétection de la sécheresse et de l'agriculture. Elle dirige l'intégration des observations de la Terre dans la surveillance de l'agriculture des petits exploitants dans plusieurs pays.
Nakalembe organise et dirige des formations sur les outils et les données de télédétection, travaille avec les ministères nationaux sur leurs processus de prise de décision agricole et dirige des initiatives pour prévenir les impacts potentiellement désastreux des mauvaises récoltes.

## Récompenses et honneurs
En 2020, elle reçoit l'Africa Food Prize avec le Dr André Bationo du Burkina Faso. Olusegun Obasanjo, président du comité de l'Afria Food Prize, déclare : « Nous avons besoin d'Africains innovants comme le Dr Bationo et le Dr Nakalembe pour démontrer le potentiel des nouvelles connaissances et technologies ainsi que des technologies pratiques qui aident à améliorer la production de valeur pour les agriculteurs. Ces deux personnes sont en effet des Africains exceptionnels »,,.
Elle est lauréate du Maryland Research Excellence Celebration en 2020.
Elle reçoit le premier prix d'excellence individuelle du Group on Earth Observations.

## Vie privée
Nakalembe est mariée à Sebastian Deffner, professeur adjoint de physique quantique à l'Université du Maryland. Ils ont deux enfants.